# Angelo Acerbi
Angelo Acerbi (Sesta Godano, 23 de septiembre de 1925) es un  Cardenal católico italiano.

## Biografía
El 27 de marzo de 1948 fue ordenado sacerdote para la diócesis de La Spezia. Tras graduarse en derecho canónico, en 1954 obtuvo la licenciatura en teología. Después de asistir a la Pontificia Academia Eclesiástica, ingresó al servicio diplomático de la Santa Sede. 
En marzo de 1974, como segundo de la Secretaría de Estado, viajó a Madrid para resolver el contencioso del caso Añoveros que enfrentaba a la dictadura franquista con la Iglesia Católica española, encabezada por el cardenal Tarancón.

### Episcopado
El 22 de junio de 1974, el Papa Pablo VI lo nombró arzobispo titular de Zella, pro-nuncio apostólico en Nueva Zelanda y delegado apostólico para el Océano Pacífico. Acerbi fue el primer representante de la diplomacia vaticana encargado específicamente de ocuparse de estos territorios, en los que la Santa Sede nunca antes había estado representada directamente. Recibió la ordenación episcopal el 30 de junio del mismo pontífice, co-consagrando a los arzobispos Giovanni Benelli, sustituto para los asuntos generales de la Secretaría de Estado, y Duraisamy Simon Lourdusamy, secretario de la Congregación para la Evangelización de los Pueblos.
El 14 de agosto de 1979, el Papa Juan Pablo II lo nombró nuncio apostólico en Colombia. En febrero siguiente, mons. Acerbi fue tomado como rehén junto a otras 26 personas, muchas de las cuales pertenecían a la diplomacia de varios países, durante un asalto a la embajada de República Dominicana realizado por la guerrilla Movimiento 19 de Abril. El período de prisión duró varias semanas, durante las cuales se permitió a Acerbi celebrar la Santa Misa todos los días para los presentes. Posteriormente fue liberado en Cuba con los demàs rehenes.
El 28 de marzo de 1990 fue trasladado a Hungría, primer nuncio apostólico nombrado tras la instauración del comunismo en ese país. El 13 de enero de 1994 fue también el primer nuncio apostólico en Moldavia. El 8 de febrero de 1997 fue trasladado a la nunciatura en los Países Bajos. El 27 de febrero de 2001, el Papa Juan Pablo II aceptó su renuncia por haber alcanzado el límite de edad. El 21 de junio siguiente fue nombrado prelado de la Orden Soberana y Militar de Malta. El 4 de julio de 2015, el Papa Francisco nombró como nuevo prelado a monseñor Jean Laffitte.

### Cardenalato
El 6 de octubre de 2024, durante el Ángelus del papa Francisco, se hizo público que sería creado cardenal. Fue creado cardenal por el papa Francisco durante el consistorio del 7 de diciembre del mismo año, con el titulus de cardenal diácono de Santos Ángeles Custodios en Ciudad Jardín.Desde su nombramiento es el cardenal de mayor edad de todo el colegio cardenalicio.